# Internationales Berliner Bierfestival

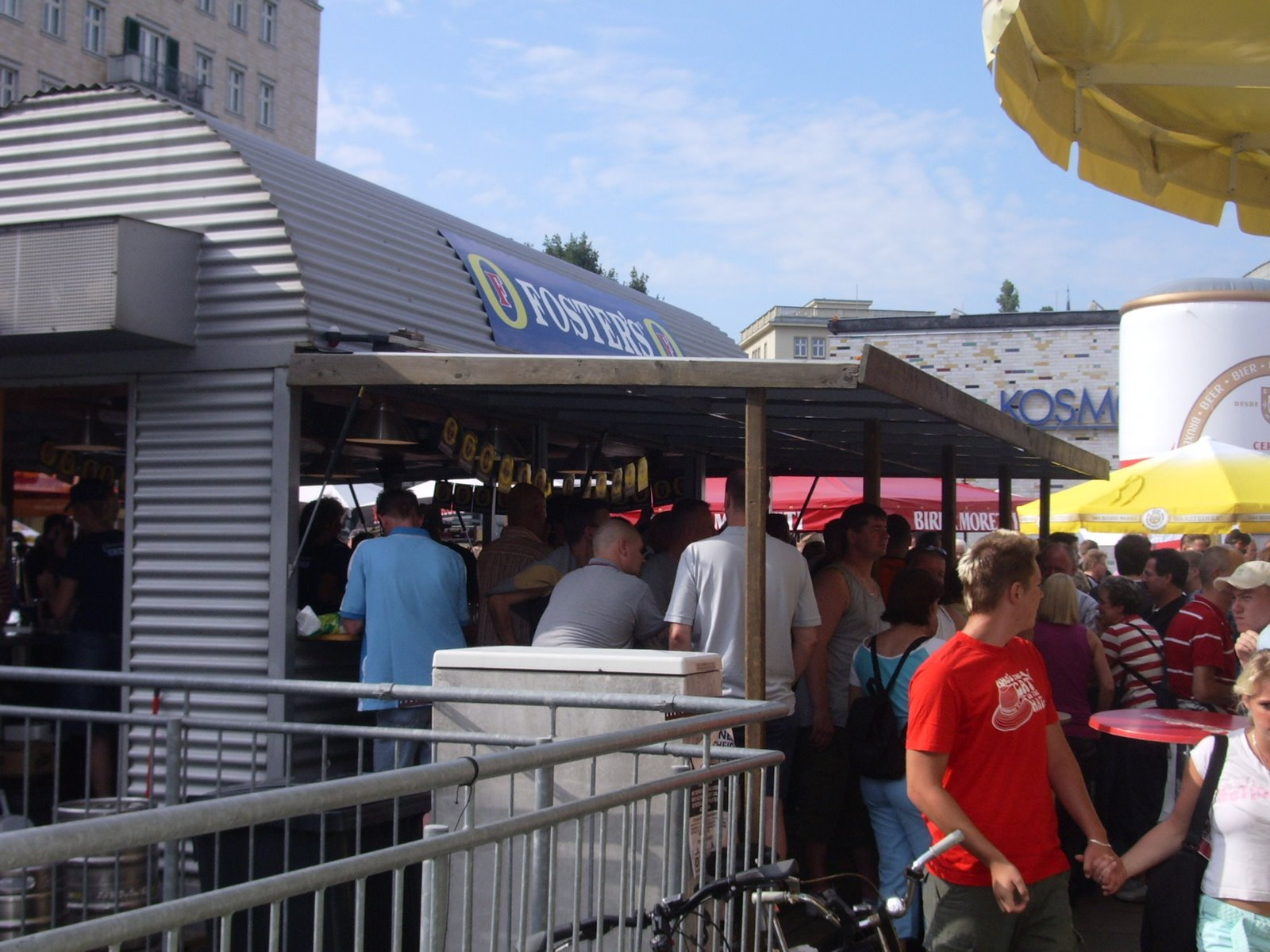
Biermeile 2008

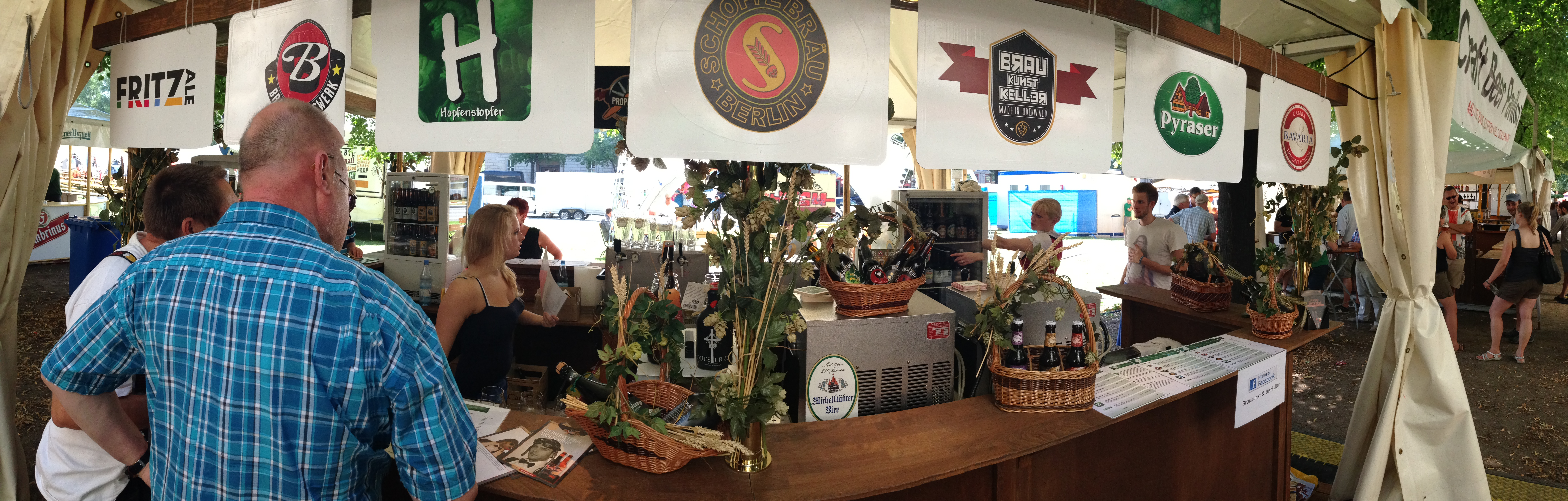
Craft-Bier-Stand 2013

Das Internationale Berliner Bierfestival (umgangssprachlich Biermeile) war ein Straßenfest, das von 1996 bis 2019 jährlich in Berlin-Friedrichshain stattfand.
Am ersten Augustwochenende (Freitag bis Sonntag) präsentierten sich auf der Karl-Marx-Allee zwischen dem Strausberger Platz und dem Frankfurter Tor Brauereien aus aller Welt in einer „Biermesse für alle“. Mit 2,2 Kilometer Länge war sie – laut Eigenwerbung – der größte Biergarten der Welt. Der Verein Berliner Biermeile e. V. war Träger und Organisator der Veranstaltung.
Die Biermeile war in 22 Bierregionen untergliedert. Nach Sachsen, Nordrhein-Westfalen und Baden-Württemberg stand die Biermeile 2005 unter dem Motto „Biere aus dem Freistaat Thüringen“. 2008 warb sie mit „1000 Jahre traditionelle tschechische Bierkultur“. Auf verschiedenen Bühnen entlang der Karl-Marx-Allee Nordseite wurde ein kulturelles Programm auf mehreren Bühnen geboten.
Ursprünglich sollte dieses Bierfestival auf dem Alexanderplatz stattfinden, was das Bezirksamt Mitte jedoch ablehnte. 1997 waren 112 Brauereien aus 44 Ländern mit 500 Bierspezialitäten vertreten. 200.000 Besucher wurden damals gezählt. Später war das Internationale Berliner Bierfestival 2004 bei 240 Brauereien aus 80 Ländern mit 1750 verschiedenen Bierspezialitäten und 600.000 Besuchern angekommen und eine große Touristenattraktion. 2008 kamen nach eigenen Angaben fast 800.000 Menschen auf die Biermeile. 2011 war der Weltrekord-Biergarten 1820 Meter lang und mit rund 10.000 Teilnehmern an den Tischen der längste Biergarten der Welt und wurde im Guinness-Buch der Rekorde eingetragen. 2012 kamen 800.000 Besucher.
Wie jedes Jahr wurden auch 2013 auf der 17. Biermeile Bierneuheiten vorgestellt, wobei sich wiederum 800.000 Besucher einfanden. Auf 2200 Metern Festivalmeile wurden über 2000 Biersorten aus 86 Ländern angeboten und auf 20 Bühnen fand ein Musikprogramm bei freiem Eintritt statt. Die Veranstaltung verlief friedlich und mit dem „ProBier-Krug“ in einer Größe von 0,2 Litern konnte die Vielzahl der Sorten probiert werden. Die Besucher kamen aus den unterschiedlichsten Staaten der Erde.
Am 2. Februar 2020 gab der Veranstalter seinen Entschluss bekannt, „das Internationale Berliner Bierfestival in Zukunft nicht mehr durchzuführen“. Die Rahmenbedingungen hinsichtlich der finanziellen Aufwendungen seien von Jahr zu Jahr erhöht bzw. verschärft worden, so dass der Verein finanziell an seine Grenzen gelangt sei.